# Camacuio
Camacuio ist eine Kleinstadt und ein Landkreis in Angola.

## Verwaltung
Camacuio ist Sitz eines gleichnamigen Kreises (Município) in der Provinz Namibe. Der Kreis umfasst 7390 km² und hat 140.680 Einwohner (Hochrechnung 2006). Die Volkszählung 2014 soll fortan gesicherte Bevölkerungsdaten liefern.
Der Kreis setzt sich aus drei Gemeinden (Comunas) zusammen:
- Camacuio
- Chingo
- Mamué (zuvor Chinquite)